# Mariska Hargitay
Mariska Magdolna Hargitay (Santa Mónica, California; 23 de enero de 1964) es una actriz, productora y directora estadounidense de cine y televisión, ganadora de un premio Emmy y un Globo de Oro por su actuación como la detective Olivia Benson en la serie televisiva policíaca Law & Order: Special Victims Unit, de la NBC.

## Biografía
Mariska Hargitay es hija de la actriz Jayne Mansfield y del cantante y comediante Nelson Sardelli, y fue criada como hija del actor y Mr. Universo Mickey Hargitay, con quien Mansfield estuvo casada. En junio de 1967, ella y sus dos hermanos, Zoltan y Mickey Jr., presenciaron el terrible accidente en el que murió su madre: todos iban en el mismo vehículo, que chocó con un camión. Los tres adultos que iban en los asientos delanteros fallecieron mientras que los tres niños, sentados atrás, sobrevivieron.
Estudió interpretación en la UCLA y debutó en el cine con la película Ghoulies en 1985. Posteriormente actuó en Leaving Las Vegas (1995) y Cocodrilo (1999). En televisión, actuó en 13 capítulos en la serie ER, y protagonizó las series Cracker (1997), Prince Street (1991) y Law & Order: Special Victims Unit (1999), donde interpreta a la detective Olivia Benson. Por ese rol ha sido nominada ocho veces al premio Emmy a mejor actriz en una serie dramática y ganó en el año 2006. De igual manera, por el mismo papel, fue nominada dos veces al Globo de Oro como mejor actriz principal en una serie dramática y ganó en el año 2005. También recibió dos Gracie Allen Awards y un Prism Award. A consecuencia de su trabajo en la serie, desde 2005 la actriz preside la Fundación Joyful Heart dedicada a la ayuda a víctimas de abusos.

### DocumentalMy Mom, Jayne
En 2025, debutó como directora del documental Jayne Mansfield, mi mamá (My Mom Jayne), el cual tuvo su estreno en el Festival de Cannes, el 17 de mayo de 2025, y después fue distribuido en HBO Max. El documental se enfoca en la investigación que realizó Hargitay durante la pandemia de COVID-19 sobre su madre, Jayne Mansfield, la manera en que fue tratada por la industria del entretenimiento estadounidense, los secretos familiares que marcaron su vida y la manera en la que Hargitay lidia con su identidad. Incluye entrevistas a todos sus hermanos, familiares y amigos de Mansfield.
La película fue bien recibida por la crítica: Lucy Managan, de The Guardian, destaca el retrato tierno y compasivo con la figura materna, mientras que Peter Hammond, de Hollywood Reporter, destaca que el documental es un esfuerzo de Hargitay para descubrir el pasado, hallar su lugar dentro de la vida de su mamá y avanzar en un camino de sanación.

## Vida privada
El 28 de agosto de 2004, en Santa Bárbara, California, Hargitay se casó con Peter Hermann, actor y escritor a quien conoció en el set de Law & Order: SVU, en la que Hermann interpreta el papel recurrente del abogado defensor Trevor Langan. 
El 28 de junio de 2006, Hargitay dio a luz a su hijo, August Miklos Friedrich Hermann, mediante una cesárea de emergencia. En abril de 2011, Hargitay y Hermann adoptaron una niña, Amaya Josephine. En octubre de 2011, ella y su esposo adoptaron a un niño, Andrew Nicolás Hargitay Hermann, que había nacido a mediados de 2011. 
Es íntima amiga de su excompañero de reparto Christopher Meloni, y de hecho es madrina de la hija del actor, Sophie Eva Pietra.[cita requerida]
Es aficionada al arte y admiradora de la obra 13 Moons (Seeds) de Jaime Miranda Bambarén.

## Filmografía
| Cine             | Cine                              | Cine               | Cine                     |
| Año              | Título                            | Papel              | Notas                    |
| ---------------- | --------------------------------- | ------------------ | ------------------------ |
| 1985             | Ghoulies                          | Donna              |                          |
| 1986             | Welcome to 18                     | Joey               |                          |
| 1987             | Jocks                             | Nicole             |                          |
| 1988             | Mr. Universe                      | Ella misma         | Hija de Mickey Hargitay  |
| 1991             | Hard Time Romance                 | Anita              |                          |
| 1991             | The Perfect Weapon                | Jennifer           |                          |
| 1991             | Strawberry Road                   | Jill Banner        |                          |
| 1993             | Bank Robber                       | Marisa Benoit      |                          |
| 1995             | Leaving Las Vegas                 | prostituta del bar |                          |
| 1999             | Lake Placid                       | Myra Okubo         |                          |
| 2001             | Perfume                           | Darcy              |                          |
| 2004             | Plain Truth                       | Ellie Hathaway     |                          |
| 2006             | Cuentos de Terramar               | Tenar              | Voz en el doblaje inglés |
| 2008             | The Love Guru                     | Ella misma         | Cameo                    |
| 2017             | I Am Evidence                     | Ella misma         | Documental               |
| Televisión       |                                   |                    |                          |
| Año              | Título                            | Papel              | Notas                    |
| 1986-1987        | Downtown                          | Jesse Smith        |                          |
| 1988             | In the Heat of the Night          | Audine Higgs       |                          |
| 1988             | Freddy's Nightmares               | Marsha             |                          |
| 1988             | Falcon Crest                      | Carly Fixx         |                          |
| 1989             | Baywatch                          | Lisa Peters        |                          |
| 1990             | Wiseguy                           | Debbie Vitale      |                          |
| 1990             | thirtysomething                   | Courtney Dunn      |                          |
| 1990             | Booker                            | Michelle Larkin    |                          |
| 1990             | Gabriel's Fire                    | Carmen             |                          |
| 1991             | The New Adam-12                   | Michelle Brown     |                          |
| 1992             | Tequila y Bonetti                 | Angela Garcia      |                          |
| 1992             | FBI: The Untold Stories           | Michele Evans      |                          |
| 1992             | Grapevine                         | Katie              |                          |
| 1993             | Key West                          | Laurel             |                          |
| 1993             | Seinfeld                          | Melissa            |                          |
| 1995             | All-American Girl                 | Jane               |                          |
| 1995-1996        | Can't Hurry Love                  | Didi Edelstein     |                          |
| 1996             | The Single Guy                    | Kate Conklin       |                          |
| 1997             | Cracker                           | Penny Hatfield     |                          |
| 1997-1998        | E.R.                              | Cynthia Hooper     |                          |
| 1997-2000        | Prince Street                     | Nina Echeverria    |                          |
| 1999-presente    | Law & Order: Special Victims Unit | Olivia Benson      |                          |
| 2000, 2005, 2022 | Law & Order                       | Olivia Benson      |                          |
| 2005             | Law & Order: Trial by Jury        | Olivia Benson      |                          |
| 2014             | Chicago P.D.                      | Olivia Benson      |                          |
| 2015             | Chicago Fire                      | Olivia Benson      |                          |
| 2021             | Law & Order: Organized Crime      | Olivia Benson      |                          |
| Videos musicales |                                   |                    |                          |
| Año              | Canción                           | Artista            | Personaje                |
| 1984             | "She Loves My Car"                | Ronnie Milsap      | She                      |
| 2015             | "Bad Blood"                       | Taylor Swift       | Justice                  |
| 2021             | "93 Days"                         | Grace Gaustad      | Dr. Har                  |

## Premios y nominaciones

### Premios Globo de Oro
| Año  | Categoría                      | Trabajo nominado                  | Resultado |
| ---- | ------------------------------ | --------------------------------- | --------- |
| 2005 | Mejor actriz - Serie dramática | Law & Order: Special Victims Unit | Ganadora  |
| 2009 | Mejor actriz - Serie dramática | Law & Order: Special Victims Unit | Nominada  |

### Premios Primetime Emmy
| Año  | Categoría                      | Trabajo nominado                  | Resultado |
| ---- | ------------------------------ | --------------------------------- | --------- |
| 2004 | Mejor actriz - Serie dramática | Law & Order: Special Victims Unit | Nominada  |
| 2005 | Mejor actriz - Serie dramática | Law & Order: Special Victims Unit | Nominada  |
| 2006 | Mejor actriz - Serie dramática | Law & Order: Special Victims Unit | Ganadora  |
| 2007 | Mejor actriz - Serie dramática | Law & Order: Special Victims Unit | Nominada  |
| 2008 | Mejor actriz - Serie dramática | Law & Order: Special Victims Unit | Nominada  |
| 2009 | Mejor actriz - Serie dramática | Law & Order: Special Victims Unit | Nominada  |
| 2010 | Mejor actriz - Serie dramática | Law & Order: Special Victims Unit | Nominada  |
| 2011 | Mejor actriz - Serie dramática | Law & Order: Special Victims Unit | Nominada  |

### Premios del Sindicato de Actores
| Año  | Categoría                      | Trabajo nominado                  | Resultado |
| ---- | ------------------------------ | --------------------------------- | --------- |
| 2004 | Mejor actriz - Serie dramática | Law & Order: Special Victims Unit | Nominada  |
| 2006 | Mejor actriz - Serie dramática | Law & Order: Special Victims Unit | Nominada  |
| 2007 | Mejor actriz - Serie dramática | Law & Order: Special Victims Unit | Nominada  |
| 2009 | Mejor actriz - Serie dramática | Law & Order: Special Victims Unit | Nominada  |
| 2010 | Mejor actriz - Serie dramática | Law & Order: Special Victims Unit | Nominada  |
| 2011 | Mejor actriz - Serie dramática | Law & Order: Special Victims Unit | Nominada  |